# Convención de los derechos de la mujer de 1848

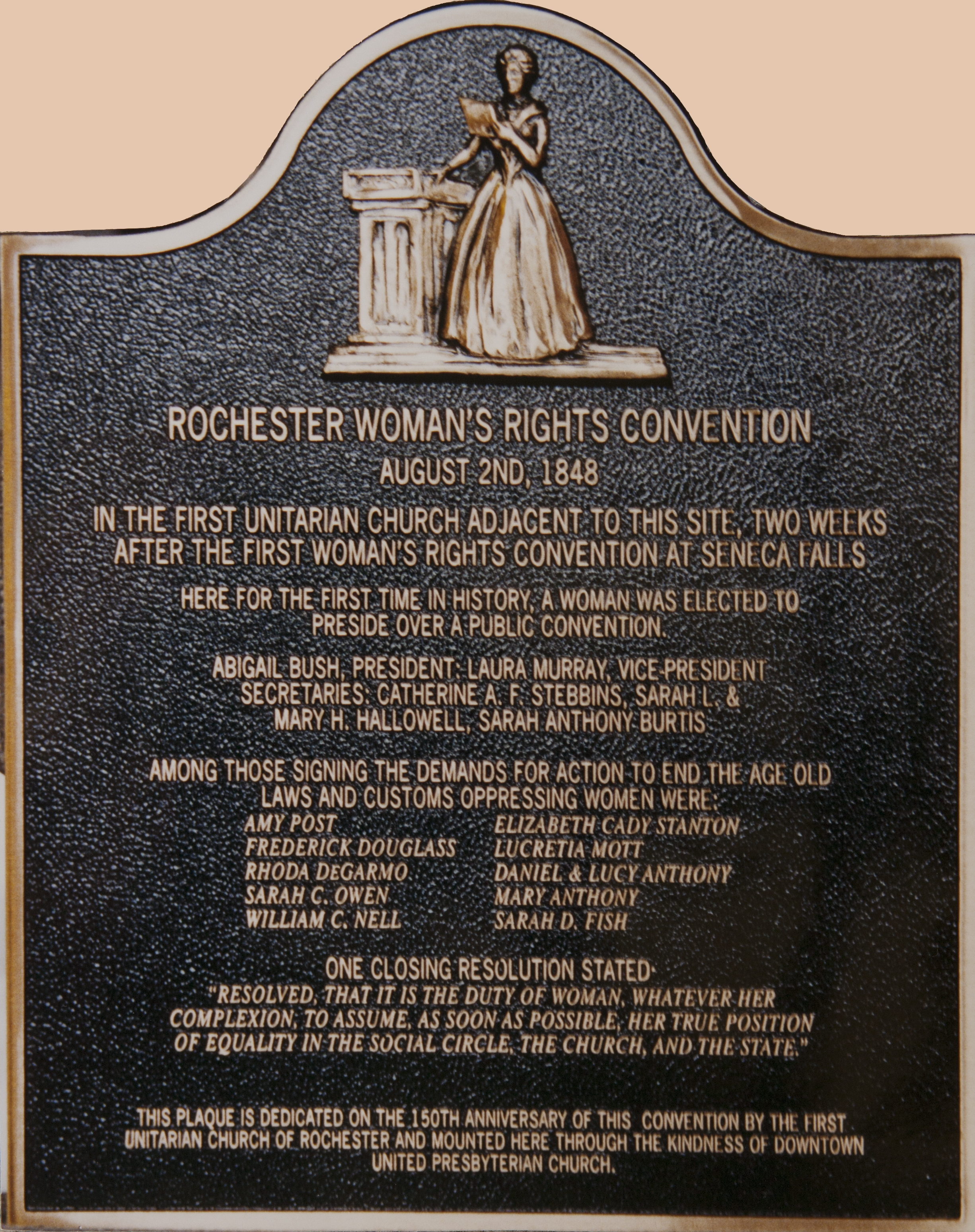
Placa conmemorativa de la Convención de los derechos de la mujer de 1848.

Convención de los derechos de la mujer de 1848 se reunió el 2 de agosto de 1848 en Rochester (Nueva York) . Muchos de sus organizadores habían participado en la Convención de Seneca Falls, la primera convención de los derechos de la mujer, dos semanas antes en Seneca Falls, una ciudad más pequeña no muy lejos. La convención de Rochester eligió a una mujer, Abigail Bush, como presidenta, lo que la convierte en la primera reunión pública compuesta por hombres y mujeres en los Estados Unidos. Este controvertido paso fue rechazado incluso por algunos de los principales participantes de la reunión. La convención aprobó la Declaración de Sentimientos, que se introdujo por primera vez en la Convención de Seneca Falls, incluido el por entonces controvertido llamamiento al derecho al voto de las mujeres. También se discutieron los derechos de las mujeres trabajadoras y se tomaron medidas que condujeron a la formación de una organización local para apoyar esos derechos.
Muchos de los organizadores de la convención formaban parte de un grupo de disidentes cuáqueros que habían comenzado a asociarse con la Primera Iglesia Unitaria de Rochester, en el seno de la convención. Este grupo incluía a la familia de Daniel y Lucy Anthony, cuya hija, Susan B. Anthony, más tarde se convertiría en la líder nacional más prominente del movimiento por el sufragio femenino.

## Historia

### Antecedentes
Las primeras activistas por los derechos de las mujeres tuvieron que lidiar con la creencia prevaleciente de que una mujer estaba obligada a dejar que su esposo u otro pariente masculino hablara por ella en entornos públicos. Hubo una amarga oposición a la idea de que las mujeres expresaran sus opiniones ante «audiencias promiscuas», como se conocía en aquella época a las audiencias que incluían tanto a hombres como a mujeres. En 1837, la Iglesia congregacional de Massachusetts, una fuerza importante en ese estado, emitió una carta pastoral para ser leída en todas las congregaciones que criticaban esta práctica, alegando que «amenazaría al personaje femenino con una lesión generalizada y permanente».
A pesar de la hostilidad, un número pequeño pero creciente de mujeres insistió en hablar, especialmente en contra de la esclavitud. Algunos abolicionistas masculinos alentaron esta práctica, mientras que otros se negaron a aceptarla. Las disputas sobre el papel de las mujeres comenzaron a perturbar el movimiento abolicionista, contribuyendo a una escisión en una convención en 1840. Se estaban desarrollando tensiones similares dentro de las instituciones educativas, que apenas estaban comenzando a admitir a mujeres en los niveles más altos y dentro del movimiento de la templanza. Las activistas del oeste de Nueva York organizaron la primera convención sobre los derechos de las mujeres, la Convención de Seneca Falls, para discutir los derechos de las mujeres del 19 al 20 de julio de 1848 en la aldea de Seneca Falls. Pidieron que se organizaran convenciones similares en todos los Estados Unidos.

### Convención
Dos semanas después de la Convención de Seneca Falls, varias de sus participantes organizaron una convención de seguimiento en Rochester (Nueva York), una ciudad no muy lejos, al oeste, donde vivían varias activistas de la reforma. Al igual que la convención anterior, la convención de Rochester estaba abierta a cualquiera que estuviera interesado. Lucretia Mott, una prominente activista de la reforma cuáquera y una oradora pública experimentada que había estado visitando el área desde Filadelfia, fue una oradora destacada en Seneca Falls. Ante la petición de su amiga Amy Post, una de las organizadoras de la convención de Rochester, Mott acordó quedarse en la zona el tiempo suficiente para asistir a esta convención también. Los organizadores se reunieron para una reunión preliminar el día antes de la convención en Mechanics Protection Hall en Rochester para proponer una lista de oficiales. Fuera de lo común, esa pizarra incluía a una mujer, Abigail Bush, como presidente.

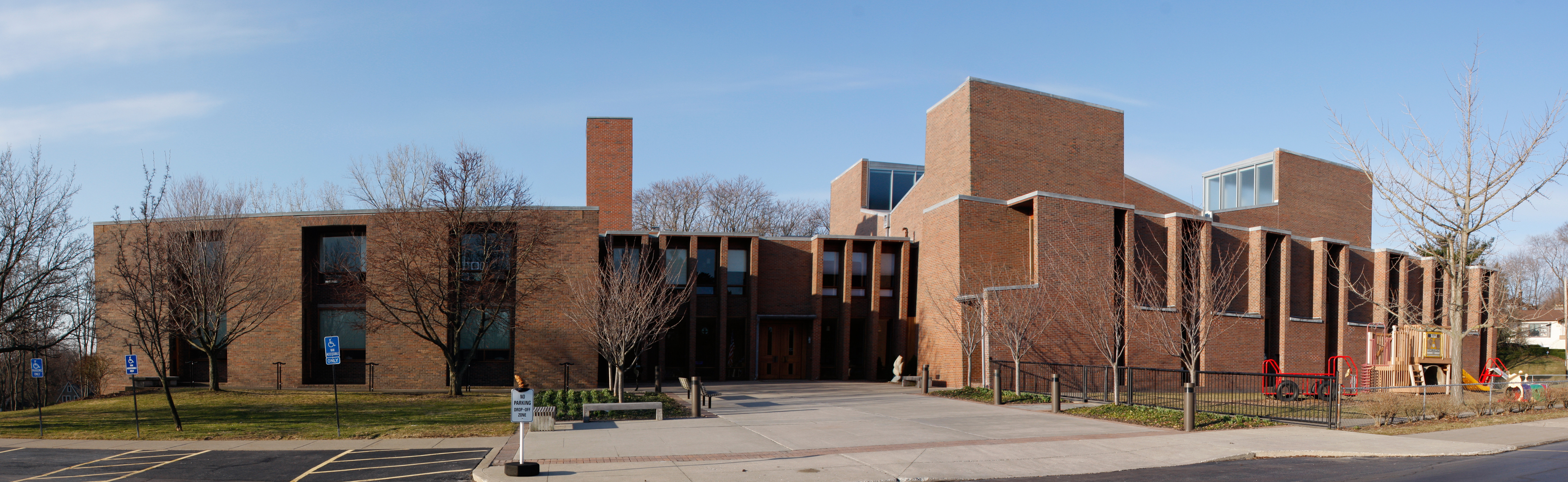
Primera Iglesia Unitaria de Rochester, sede de la Convención de los derechos de la mujer de 1848.

La Convención de Rochester se reunió el 2 de agosto de 1848 en la Primera Iglesia Unitaria de Rochester, que «se llenó hasta rebosar». Amy Post convocó a la convención para ordenar y leer la lista propuesta de oficiales. Elizabeth McClintock, quien fue propuesta como una de las tres secretarias de la convención, rechazó esa posición porque no estaba de acuerdo con la nominación de una mujer como presidenta. La nominación de Bush como oficial presidente también fue rechazada por Lucretia Mott y Elizabeth Cady Stanton, quienes «pensaron que era un experimento muy peligroso tener una mujer presidenta». —Mott y Stanton fueron organizadoras clave de la Convención de Seneca Falls, que había reconocido la tradición al elegir a un hombre como su oficial presidente—. A pesar de las dudas de algunos de sus miembros más destacados, la Convención de Rochester eligió a Abigail Bush como su presidente, lo que la convierte en la primera reunión pública compuesta por hombres y mujeres en los Estados Unidos con una mujer como su presidente. Dirigió la reunión de manera competente, disipando rápidamente las dudas sobre su saber y responsabilidad en la acción de la convención.

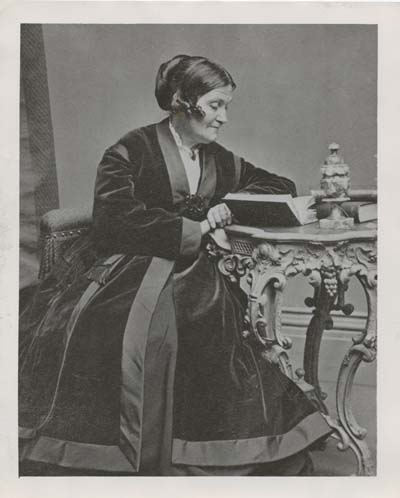
Abigail Bush, primera mujer elegida para presidenta de una convención.

Abigail Bush dijo más tarde: «al final de la primera sesión, Lucretia Mott se acercó, me abrazó con ternura en sus brazos y me agradeció por presidir... Cuando descubrí que mis labores habían terminado, mi fuerza pareció abandonarme y lloré como un bebé. Pero eso acabó con la sensación de que debían tener un hombre para presidir sus reuniones». Cuatro años más tarde, Mott presidió la Tercera Convención Nacional de los Derechos de la Mujer en Syracuse (Nueva York). Stanton se disculpó después por su «conducta insensata» en la convención de Rochester en una carta a Amy Post, diciendo: «Mi única excusa es que la mujer ha estado tan poco acostumbrada a actuar a título público que no siempre sabe qué se debe a los que la rodean».
Las secretarias de la convención no estaban acostumbradas a hablar en público. Cuando intentaron leer las actas de la reunión preliminar, no pudieron hablar lo bastante alto como para que se las oyera en toda la sala. Bush pidió a la audiencia que recordara que el movimiento aún estaba en su infancia y que escuchara con simpatía a las oradoras que tenían «manos temblorosos y lenguas tambaleantes». Sarah Anthony Burtis, una maestra de escuela con experiencia en hacer oír su voz, se ofreció para leer las actas.
La convención aprobó fácilmente la Declaración de Sentimientos que se había introducido en la Convención de Seneca Falls, incluida la controvertida demanda del derecho al voto de las mujeres. Frederick Douglass y William Cooper Nell, dos hombres afroamericanos, ambos fervientes abolicionistas, hablaron a favor de los derechos de las mujeres en la Convención de Rochester. Algunos hombres involucraron a mujeres activistas en el debate, argumentando, por ejemplo, que un matrimonio de iguales no podría funcionar porque no habría nadie para tomar la decisión final en caso de desacuerdo. Lucretia Mott respondió que sabía de tales matrimonios dentro de la comunidad cuáquera y que estaban funcionando bien.
La convención incluyó una discusión sobre los derechos de las mujeres trabajadoras. Exigía igual remuneración por igual trabajo, y le asignó a la Sra. Roberts la tarea de establecer un comité para investigar la condición de la mujer trabajadora en Rochester. Después de la convención, se creó la Woman's Protection Union in Rochester.
Mott agradeció a los unitarios de Rochester por permitir que una convención de los derechos de las mujeres se reuniera en su iglesia. Unos años antes, dijo, cuando la Sociedad de Reforma Moral Femenina de Filadelfia preguntó si podían celebrar su conferencia anual en una iglesia, se les concedió permiso para reunirse únicamente en el sótano y si estaban de acuerdo que no se permitiría a las mujeres hablar. La sociedad se vio obligada a traer a un clérigo para presidir la conferencia y otro para leer los informes que las mujeres habían preparado.
Los periódicos en otras comunidades en general eran bastante hostiles a las actividades de los derechos de las mujeres, pero la cobertura de esta convención en los periódicos locales era de naturaleza mixta. El Rochester Democrat dijo: «ésta ha sido una convención extraordinaria... Parecía que el gran esfuerzo consistía en presentar una propuesta nueva, impracticable, absurda y ridícula, y cuanto mayor es su absurdo, mejor». Sin embargo, aprobó los pasos que la convención había tomado para aliviar la difícil situación de las mujeres trabajadoras. El Rochester Daily Advertiser hizo referencias estereotipadas a hombres que usaban enaguas y mujeres con pantalones, pero señaló que «las discusiones de la convención evidenciaron un talento para los esfuerzos forenses que rara vez se superan».

### Información relacionada
La Convención de Rochester fue organizada principalmente por un grupo de Hicksite Quakers que habían renunciado a su congregación local a mediados de la década de 1840 después de que desaprobara su participación pública en actividades contra la esclavitud. Varios miembros de ese grupo posteriormente se asociaron con la Primera Iglesia Unitaria, un centro para la actividad de reforma y el sitio de la convención. De estos, la familia Anthony fue particularmente significativa. Daniel y Lucy Anthony asistieron a la Convención de Rochester junto con Mary Stafford Anthony, una de sus hijas. Susan B. Anthony, otra hija, estaba enseñando en la escuela en el centro de Nueva York en ese momento y no asistió a la Convención de Rochester. Más tarde, sin embargo, se convirtió en la líder nacional más prominente del movimiento por el sufragio femenino.
La History of Woman Suffrage, cuyo primer volumen fue escrito en 1881 por Elizabeth Cady Stanton, Susan B. Anthony y Matilda Joslyn Gage, dijo que los participantes en la Convención de Seneca Falls sabían que tenían más cosas que discutir, por lo que se «suspendieron para reunirse en Rochester en dos semanas». En el procedimiento parlamentario, una «reunión aplazada», también llamada «reunión continuada», es el nombre dado a una reunión que es una continuación de una reunión anterior. La Convención de Rochester a veces se llama la Convención aplazada en Rochester.
La siguiente convención sobre los derechos de la mujer después de Rochester fue la de la Convención de Mujeres de Ohio en Ohio, en abril de 1850, que, como las convenciones de Seneca Falls y Rochester, fue una reunión regional. El primero de una serie de convenciones nacionales sobre los derechos de las mujeres se reunió en Worcester (Massachusetts), en octubre de 1850.